# Carter Jones
Carter Jones (Maplewood, 27 februari 1989) is een voormalig Amerikaans wielrenner die uit kwam voor Team Giant-Alpecin.

## Overwinningen
2011
Jongerenklassement Ronde van Guadeloupe
2012
5e etappe Ronde van Southland
Jongerenklassement Cascade Cycling Classic
2013
Bergklassement Ronde van Californië
2014
Eindklassement Ronde van de Gila

## Ploegen
- 2010- Jelly Belly presented by Kenda
- 2011- Trek-Livestrong U23
- 2012- Bissell Cycling
- 2013- Bissell Cycling
- 2014- Optum p/b Kelly Benefit Strategies
- 2015- Team Giant-Alpecin
- 2016- Team Giant-Alpecin

Arndt · Barguil · Craddock · Curvers · De Backer · De Kort · Degenkolb · Dumoulin · Fairly · Fröhlinger · Geschke · Haga · Hupond · Ji · Jones · Kittel · F. Ludvigsson · T. Ludvigsson · Mezgec · Olivier · Preidler · Sinkeldam · Stamsnijder · Timmer · Van der Haar · Veelers · Waeytens · Walscheid (stagiair)
Andersen · Arndt · Barguil · Curvers · Ten Dam · De Backer · Degenkolb · Dumoulin · Fairly · Fröhlinger · Geschke · Van der Haar · Haga · Ji · Jones · De Kort · F. Ludvigsson · T. Ludvigsson · Lunke · Oomen · Preidler · Sinkeldam · Stamsnijder · Timmer · Veelers · Waeytens · Walscheid · Hoekstra (stagiair) · Kanter (stagiair) · Tusveld (stagiair)